# Gerlach-Empire
Gerlach-Empire és una concentració de població designada pel cens dels Estats Units a l'estat de Nevada. Segons el cens del 2000 tenia 499 habitants.

## Demografia
Segons el cens del 2000, Gerlach-Empire tenia 499 habitants, 234 habitatges, i 147 famílies La densitat de població era de 2,05 habitants per km².
Dels 234 habitatges en un 26,1% hi vivien nens de menys de 18 anys, en un 48,3% hi vivien parelles casades, en un 9,8% dones solteres, i en un 37,2% no eren unitats familiars. En el 34,2% dels habitatges hi vivien persones soles el 6,8% de les quals corresponia a persones de 65 anys o més que vivien soles. El nombre mitjà de persones vivint en cada habitatge era de 2,13 i el nombre mitjà de persones que vivien en cada família era de 2,71.
Per edats la població es repartia de la següent manera: un 22,6% tenia menys de 18 anys, un 7,2% entre 18 i 24, un 31,4% entre 25 i 44, un 29,4% de 45 a 64 i un 9,4% 65 anys o més.
L'edat mediana era de 38,5 anys. Per cada 100 dones hi havia 116,02 homes. Per cada 100 dones de 18 o més anys hi havia 120,57 homes.
La renda mediana per habitatge era de 35.089 $ i la renda mediana per família de 43.125 $. Els homes tenien una renda mediana de 36.000 $ mentre que les dones 23.056 $. La renda per capita de la població era de 14.793 $. Aproximadament el 10,3% de les famílies i el 14,6% de la població estaven per davall del llindar de pobresa.

## Poblacions més properes
El següent diagrama mostra les poblacions més properes.